# نادي التعاون (السعودية)
نادي التعاون السعودي لكرة القدم هو نادٍ كرة قدم سعودي محترف، تأسس عام 1956م، مقرهُ مدينة بريدة في منطقة القصيم في السعودية ويلعب في الدوري السعودي للمحترفين تأسس النادي في البداية باسم «نادي الشباب السعودي» ومن أبرز المؤسسين في ذلك الوقت صالح الوابلي، ،عبدالله عثمان الحصان ،غنام علي الغنام ،عبد الله صالح القاسم، ناصر الرشودي، . وعين الوابلي كأول رئيس للنادي. وبعد تأسيس النادي بأربع سنوات تم تسجيله رسمياً برعاية الشباب وكان ذلك في سنة 1960. كما تم الاعتراف به كنادي رسمي معتمد من قبل الرئاسة العامة لرعاية الشباب (وزارة الرياضة حاليا) في أبريل 1963.

## الإنجازات
أما أبرز الإنجازات فهو حصول الفريق الأول لكرة القدم على كأس الملك 2019 وقبل هذا الإنجاز حصوله وهو في الدرجة الأولى على فضية نهائي كأس الملك فهد رحمه الله كوصيفاً لبطل كأس موسم 1990 وهذين الإنجازين انجازات غير مسبوقة لا على مستوى أندية دوري الدرجة الأولى السعودي ولا على مستوى أندية القصيم. ويعتبر التعاون ثاني نادٍ من القصيم لعب مع الكبار بعد منافسه نادي الرائد في صعوده عام 1980 وفي دوري الكبار (الدوري المشترك) للممتاز والاولى وكان ذلك موسم 1982. موسم 1995 صعد ولأول مرة في تاريخه إلي الدوري السعودي الممتاز، وهبط بعد موسم واحد، وعاد في عام 1997 إلي الدوري الممتاز، وهبط بعد موسم واحد، وعاد ليصعد في عام 2010.
وفي موسم 2015/2016 حصل الفريق على المركز الرابع في الدوري السعودي للمحترفين والتأهل إلى دوري أبطال آسيا
كأول فريق من منطقة القصيم يتأهل إلى هذه البطولة.

## الشعار

## تشكيلة الفريق
مصدر
ملاحظة: تشير الأعلام إلى المنتخب بحسب قواعد الأهلية المعتمدة من قبل الفيفا؛ تنطبق بعض الاستثناءات المحدودة. وقد يحمل اللاعبون أكثر من جنسية لا تعترف بها الفيفا.
| الرقم | البلد    | المركز | اللاعب                               |
| ----- | -------- | ------ | ------------------------------------ |
| 1     | البرازيل | حارس   | مايلسون                              |
| 3     | البرازيل | مدافع  | أندريه جيروتو                        |
| 6     | السعودية | وسط    | سلطان الفرحان (معار من نادي الاتحاد) |
| 7     | السعودية | وسط    | محمد الكويكبي                        |
| 8     | السعودية | وسط    | سعد الناصر                           |
| 9     | السعودية | مهاجم  | عبد الفتاح آدم                       |
| 10    | البرازيل | وسط    | ماتيوس كاسترو                        |
| 11    | البرازيل | مهاجم  | جواو بيدرو                           |
| 13    | السعودية | حارس   | عبد القدوس عطية                      |
| 14    | السعودية | مدافع  | فهد الجميعة                          |
| 16    | فنزويلا  | مدافع  | ريني ريفاس (معار من نادي كاراكاس)    |
| 18    | المغرب   | وسط    | أشرف المهديوي                        |
| 19    | بوليفيا  | وسط    | لوكاس تشافيز (معار من نادي بوليفار)  |
| 21    | السعودية | مدافع  | فهد العبد الرزاق                     |
| 23    | السعودية | مدافع  | وليد الأحمد                          |
| 24    | البرازيل | وسط    | فلافيو ميدييروس                      |

| الرقم | البلد    | المركز | اللاعب                 |
| ----- | -------- | ------ | ---------------------- |
| 26    | السعودية | مدافع  | إبراهيم الشعيل         |
| 27    | السعودية | وسط    | سلطان مندش             |
| 28    | السعودية | وسط    | تركي الشعيفان U19      |
| 29    | السعودية | وسط    | أحمد باحسين            |
| 31    | السعودية | حارس   | محمد الضليفع           |
| 32    | السعودية | مدافع  | متعب المفرج            |
| 33    | السعودية | مهاجم  | أنس الغامدي U19        |
| 39    | السعودية | مهاجم  | علي شراحيلي U19        |
| 44    | السعودية | وسط    | عبد الملك الحربي U19   |
| 49    | السعودية | وسط    | عبد الرحمن الحربي U19  |
| 76    | المغرب   | وسط    | فيصل فجر               |
| 90    | السعودية | وسط    | هتان باهبري            |
| 93    | السعودية | مدافع  | عون السلولي            |
| 98    | السعودية | وسط    | عبد الرحمن الغامدي U19 |
| 99    | غامبيا   | مهاجم  | موسى بارو              |

### لاعبين غير مسجلين
ملاحظة: تشير الأعلام إلى المنتخب بحسب قواعد الأهلية المعتمدة من قبل الفيفا؛ تنطبق بعض الاستثناءات المحدودة. وقد يحمل اللاعبون أكثر من جنسية لا تعترف بها الفيفا.
| الرقم | البلد    | المركز | اللاعب                            |
| ----- | -------- | ------ | --------------------------------- |
| 5     | السعودية | وسط    | محمد محزري (معار من نادي الاتفاق) |
| 50    | السعودية | حارس   | محمد الدوسري                      |

| الرقم | البلد    | المركز | اللاعب      |
| ----- | -------- | ------ | ----------- |
| --    | السعودية | وسط    | باسل المهوس |

### المعارون
ملاحظة: تشير الأعلام إلى المنتخب بحسب قواعد الأهلية المعتمدة من قبل الفيفا؛ تنطبق بعض الاستثناءات المحدودة. وقد يحمل اللاعبون أكثر من جنسية لا تعترف بها الفيفا.
| الرقم | البلد    | المركز | اللاعب                                 |
| ----- | -------- | ------ | -------------------------------------- |
| 43    | السعودية | مدافع  | عماد القنيعان (معار إلى نادي هجر)      |
| 67    | السعودية | وسط    | محمد بكر (معار إلى نادي الجبلين)       |
| 91    | السعودية | وسط    | راكان الطليحي (معار إلى النادي العربي) |
| --    | السعودية | مدافع  | أديب الحسن (معار إلى النادي العربي)    |

| الرقم | البلد    | المركز | اللاعب                                     |
| ----- | -------- | ------ | ------------------------------------------ |
| --    | السعودية | مدافع  | عبد الملك الشمري (معار إلى نادي العروبة)   |
| --    | السعودية | وسط    | عبد الرحمن المغيص (معار إلى نادي الهلالية) |
| --    | السعودية | وسط    | سطام الروقي (معار إلى نادي العروبة)        |
| --    | السعودية | مهاجم  | باسم العريني (معار إلى نادي الخلود)        |

## أبرز لاعبي التعاون
- حماد الحماد
- أحمد الشايع
- سليمان الطعيمي
- عبد الله العناز
- عبد الله المنصور
- أحمد السكاكر
- سعيد الاحمري
- سليمان الرشودي
- احمد ضاري
- النيلي
- فيصل كوري
- هاريسون شنجو
- ارثر
- شلومبا
- شيخ سيدي باه
- عبدالرحمن المطلق
- موسى سحاب
- عبد الرحمن السعوي[بحاجة لمصدر]
- عبد الله العريفي[بحاجة لمصدر]
- محمد الراشد
- بدر الخميس
- اندرسون داسيلفا
- باولو الو ايفولو
- جهاد الحسين
- لياندر تاوامبا
- أ ليخاندرو كاكو

## الألقاب والإنجازات

### كرة القدم
- كأس خادم الحرمين الشريفين :
  - البطل: 2019
  - الوصيف: 1990، 2021
- كأس السوبر السعودي :
  - الوصيف: 2019
- دوري الدرجة الأولى السعودي :
  - البطل: 1996–97
  - الوصيف: 1994–95، 2009–10
- دوري الدرجة الثانية السعودي :
  - البطل: 1978
- كأس الأمير فيصل بن فهد للدرجة الأولى والثانية :
  - اللقب: 1996–97، 2000–01، 2007–08، 2008–09

## الطاقم الإداري

### مجلس الإدارة
- الرئيس:  سعود الرشودي
- نائب الرئيس:  سامي الوابلي
- عضو مجلس إدارة:  عبد الرحمن الدخيل الله
- عضو مجلس إدارة:  سلطان الشريدة
- عضو مجلس إدارة:  بندر المانع

### رؤساء النادي
| صالح علي الوابلي            | 1956 | 1964     |
| عبد الله علي الوابلي        | 1965 | 1968     |
| رشيد سليمان الحصان          | 1968 | 1970     |
| إبراهيم البقيشي             | 1970 | 1971     |
| محمد ناصر المشيقح           | 1971 | 1972     |
| زايد حسن العمري             | 1972 | 1974     |
| عبد الرحمن سليمان الزهيري   | 1974 | 1976     |
| صالح عبد العزيز الحر        | 1976 | 1978     |
| إبراهيم سليمان الحميضي      | 1978 | 1982     |
| علي صالح العميريني          | 1982 | 1987     |
| عبد العزيز علي السويد       | 1987 | 1989     |
| سليمان عبد الله أبالخيل     | 1989 | 1990     |
| علي صالح التويجري           | 1990 | 1996     |
| عبد الله يحيى الشريدة       | 1996 | 1998     |
| أحمد إبراهيم السمحان        | 1998 | 1999     |
| أحمد نصار النصار            | 1999 | 1999     |
| صالح إبراهيم أبالخيل        | 1999 | 2000     |
| عبد الرحمن علي السكاكر      | 2000 | 2001     |
| قحطان الفهاد                | 2001 | 2003     |
| عبد الله يحيى الشريدة       | 2003 | 2004     |
| عبد العزيز صالح الدهش       | 2004 | 2005     |
| براك صالح الزميع            | 2005 | 2006     |
| عبد الرحمن عبد الله أبالخيل | 2006 | 2007     |
| محمد صالح السراح            | 2007 | 2012     |
| محمد عبد الله القاسم        | 2012 | 2020     |
| علي الشايعي                 | 2020 | 2021     |
| سعود الرشودي                | 2021 | حتى الآن |

## الأنشطة الرياضية الأخرى
نادي التعاون يزخر بالعديد من الألعاب وعلى رأسها كرة القدم التي كانت ولا زالت للعبة الشعبية الأولى، وكذلك لعبة كرة الطائرة، التي تعد اللعبة الثانية من حيث المتابعة الجماهيرية سواء في نادي التعاون أو في غيره من الأندية السعودية الأخرى، ويحتضن النادي عدد من الألعاب الفردية مثل لعبة كرة الطاولة والسباحة وكرة المضرب والكاراتية والتايكواندو والمصارعة الرومانية.

## وصلات خارجية
- الموقع الرسمي نادي التعاون السعودي
- منتدى نادي التعاون السعودي